# Aeschynomene aphylla
Aeschynomene aphylla är en ärtväxtart som beskrevs av Hiram Wild. Aeschynomene aphylla ingår i släktet Aeschynomene och familjen ärtväxter. Inga underarter finns listade i Catalogue of Life.